# 2007년 실내 아시안 게임
2007년 실내 아시안 게임은 2007년 10월 26일부터 11월 3일까지 중화인민공화국의 마카오 특별 행정구에서 열린 대회이다.

## 참가국
- 네팔
- 대한민국
- 동티모르
- 라오스
- 레바논
- 마카오 (개최국)
- 말레이시아
- 몰디브
- 몽골
- 미얀마
- 바레인
- 방글라데시
- 베트남
- 부탄
- 사우디아라비아
- 스리랑카
- 시리아
- 싱가포르
- 아랍에미리트
- 아프가니스탄
- 예멘
- 오만
- 요르단
- 우즈베키스탄
- 이라크
- 이란
- 인도
- 인도네시아
- 일본
- 조선민주주의인민공화국
- 중국
- 중화 타이베이
- 카자흐스탄
- 카타르
- 캄보디아
- 쿠웨이트
- 키르기스스탄
- 타지키스탄
- 태국
- 투르크메니스탄
- 파키스탄
- 팔레스타인
- 필리핀
- 홍콩

## 경기 종목
- 에어로빅 체조
- 체스
- 샹치
- 볼링
- 당구
- 댄스스포츠
- 용춤‧사자춤
- e스포츠
- 자유형 BMX
- 인라인스케이팅
- 스케이트보드
- 스포츠클라이밍
- 핀수영
- 풋살
- 실내 육상
- 실내 사이클
- 실내 하키
- 카바디
- 무에타이
- 세팍타크로
- 쇼트코스 수영

### 시범 종목
- 3x3 농구
- 킥복싱

## 메달 집계
| 순위 | 국가                   | 금메달 | 은메달 | 동메달 | 합계 |
| ---- | ---------------------- | ------ | ------ | ------ | ---- |
| 1    | 중국                   | 52     | 26     | 24     | 102  |
| 2    | 태국                   | 19     | 28     | 22     | 69   |
| 3    | 홍콩                   | 15     | 9      | 11     | 35   |
| 4    | 대한민국               | 10     | 14     | 13     | 37   |
| 5    | 카자흐스탄             | 9      | 20     | 13     | 42   |
| 6    | 인도                   | 9      | 9      | 10     | 28   |
| 7    | 일본                   | 8      | 7      | 11     | 26   |
| 8    | 이란                   | 4      | 4      | 9      | 17   |
| 9    | 카타르                 | 4      | 3      | 1      | 8    |
| 10   | 중화 타이베이          | 4      | 2      | 6      | 12   |
| 11   | 마카오                 | 3      | 5      | 5      | 13   |
| 12   | 사우디아라비아         | 3      | 1      | 0      | 4    |
| 13   | 베트남                 | 2      | 5      | 11     | 18   |
| 14   | 우즈베키스탄           | 2      | 2      | 2      | 6    |
| 15   | 인도네시아             | 2      | 0      | 4      | 6    |
| 16   | 아랍에미리트           | 2      | 0      | 1      | 3    |
| 17   | 쿠웨이트               | 1      | 3      | 2      | 6    |
| 18   | 싱가포르               | 1      | 2      | 5      | 8    |
| 19   | 필리핀                 | 1      | 2      | 3      | 6    |
| 20   | 말레이시아             | 0      | 3      | 6      | 9    |
| 21   | 미얀마                 | 0      | 2      | 0      | 2    |
| 21   | 스리랑카               | 0      | 2      | 0      | 2    |
| 23   | 몽골                   | 0      | 1      | 4      | 5    |
| 24   | 파키스탄               | 0      | 1      | 1      | 2    |
| 25   | 키르기스스탄           | 0      | 1      | 0      | 1    |
| 26   | 라오스                 | 0      | 0      | 3      | 3    |
| 27   | 요르단                 | 0      | 0      | 2      | 2    |
| 27   | 레바논                 | 0      | 0      | 2      | 2    |
| 29   | 방글라데시             | 0      | 0      | 1      | 1    |
| 29   | 이라크                 | 0      | 0      | 1      | 1    |
| 29   | 조선민주주의인민공화국 | 0      | 0      | 1      | 1    |
| 합계 | 합계                   | 151    | 152    | 174    | 477  |